# خلیج بیسکای
خلیج بیسکای (به شکل کمتر رایج: خلیج بیسکی) (در فارسی گاسکونی هم نوشته‌اند) خلیجی است در اقیانوس اطلس شمالی بین کشورهای فرانسه و اسپانیا.
این خلیج در امتداد کرانه غربی فرانسه از برست به سوی جنوب تا مرز اسپانیا و در راستای کرانه شمالی اسپانیا کشیده شده است.
نام بیسکای از استان بیسکای اسپانیا گرفته شده است. در فرانسوی به آن Golfe de Gascogne، در اسپانیایی Golfo de Vizcaya و در زبان باسک Bizkaiko Golkoa می‌گویند.
نقطه جنوبی این خلیج از سوی اسپانیایی‌ها دریای کانتابریا نامیده می‌شود. این نام را رومیان در سده یکم پ.م. بصورت Sinus Kantabrorum (دریای کانتابریا) بر آن نهادند.